# Zimní univerziáda 2013
26. zimní univerziáda byla sportovní akce Mezinárodní federace univerzitního sportu (FISU), která proběhla ve dnech 11. až 21. prosince 2013 v italské provincii Trento.

## Účast
Univerziády se účastnilo celkem 51 zemí.

### Česká republika
Medaile získali:
- Zlato (4)
  - Biatlon – Jitka Landová – 12,5 km hromadný závod (ženy)
  - Rychlobruslení – Martina Sáblíková – 3000 m (ženy)
  - Rychlobruslení – Martina Sáblíková – 5000 m (ženy)
  - Snowboarding – Eva Samková – snowboardcross (ženy)
- Stříbro (3)
  - Biatlon – Tomáš Krupčík – 15 km hromadný závod (muži)
  - Skoky na lyžích – Michaela Doležalová – střední můstek (ženy)
  - Snowboarding – Kateřina Chourová – snowboardcross (ženy)
- Bronz (6)
  - Akrobatické lyžování – Jiří Čech – skikros (muži)
  - Alpské lyžování – Ondřej Berndt – kombinace (muži)
  - Alpské lyžování – Kryštof Krýzl – slalom (muži)
  - Alpské lyžování – Martina Dubovská – slalom (ženy)
  - Biatlon – Jitka Landová – 15 km individuální závod (ženy)
  - Biatlon – Jitka Landová, Kristýna Černá, Michal Žák, Tomáš Krupčík – smíšená štafeta 2×6 km (ženy) + 2×7,5 km (muži)

## Sporty
- Akrobatické lyžování
- Alpské lyžování
- Běh na lyžích
- Biatlon
- Curling
- Krasobruslení
- Lední hokej
- Rychlobruslení
- Severská kombinace
- Short track
- Skoky na lyžích
- Snowboarding